# Pteronymia cleobulina
Pteronymia cleobulina är en fjärilsart som beskrevs av William Chapman Hewitson 1876. Pteronymia cleobulina ingår i släktet Pteronymia och familjen praktfjärilar. Inga underarter finns listade.